# جاك ستيفن ألكسيس
جاك ستيفن ألكسيس (بالفرنسية: Jacques Stéphen Alexis)‏ هو كاتب وروائي وشاعر وسياسي هايتي، ولد في 22 أبريل 1922 في غوناييف في هايتي، وتوفي في أبريل 1961 في هايتي.